# Ernst August van Hannover (1954)
Ernst August Albert Otto Rupprecht Oskar Berthold Frederik-Ferdinand Christian-Ludwig Prinz von Hannover, Herzog zu Braunschweig und Lüneburg (Hannover, 26 februari 1954) is de oudste zoon van Ernst August van Hannover (1914-1987) en Ortrud van Sleeswijk-Holstein-Sonderburg-Glücksburg (1925-1980). Hij is een achterkleinzoon van de laatste Duitse keizer Wilhelm II (1859-1941).
Als oudste mannelijke nazaat van George V van Hannover is hij het hoofd van de Welfen-tak van het Huis Hannover. In Duitsland is - sinds de afschaffing van de adel - de titel onderdeel van de achternaam geworden zodat hij officieel Ernst August Prinz von Hannover is. Hij is officieus pretendent van de Hannoveriaanse troon. Volgens familietraditie is hij Zijne Koninklijke Hoogheid, Prins van Hannover, van Groot-Brittannië en Ierland, Hertog van Brunswijk en Lüneberg. De prins is als hoofd van het huis Grootmeester van de dynastieke Hannoveraanse orden zoals de Orde van Sint-Joris.
Op 28 augustus 1981 trad hij in het huwelijk met Chantal Hochuli, dochter van een architect en geboren in een familie van Zwitserse chocoladefabrikanten, van wie hij in 1997 scheidde. Het paar kreeg twee kinderen:
- Erfprins Ernst August (1983), getrouwd in 2017 met modeontwerpster Ekatarina Malysheva
- Christiaan (1985)

wapenschilden van Ernst August en Caroline

Op 23 januari 1999 hertrouwde Ernst August met prinses Caroline van Monaco. Zij kregen in datzelfde jaar een dochter:
- Alexandra.

Ernst August heeft het imago van een playboy en alcoholverslaafde. Hij raakte verschillende keren verzeild in moeilijkheden. Hij sloeg een persfotograaf bijna knock-out en moest een schadevergoeding betalen. Tijdens Expo-2000 in Hannover plaste hij tegen het Turkse paviljoen, wat een diplomatiek incident veroorzaakte. In 2005 werd hij met acute pancreatitis opgenomen in het ziekenhuis. Sindsdien is hij gestopt met het drinken van alcohol.
- Gemeinsame Normdatei: 1034746243
- Virtual International Authority File: 303065048
- WorldCat: E39PBJrrwKTyXVx9FVHGm9dCwC